# EHF Champions League 2021-2022 (femminile)
L'EHF Champions League 2021-2022, nota anche come DELO EHF Champions League 2021-2022 per ragioni di sponsorizzazione, è stata la 62ª edizione (la 29ª con questa denominazione) della Champions League, organizzata dalla EHF per squadre femminili di pallamano. Il torneo è iniziato l'11 settembre 2021 e si è concluso il 5 giugno 2022 con la finale alla László Papp Budapest Sports Arena di Budapest, in Ungheria.
Il torneo è stato vinto per la seconda volta consecutiva dalle norvegesi del Vipers Kristiansand, che in finale hanno superato le ungheresi del Győri ETO KC.

## Formato
Al torneo prendono parte 16 squadre. La prima parte del torneo consiste in una fase a gironi e le 16 squadre partecipanti sono state divise in due gironi da 8 squadra ciascuno. Nei due gironi ciascuna squadra affronta le altre due volte in partite di andata e ritorno, per un totale di 14 giornate. Al termine della fase a gironi le prime due classificate di ciascun girone accedono direttamente ai quarti di finale, mentre le squadre classificate dal terzo al sesto posto accedono ai play-off per l'ammissione ai quarti. Le vincitrici dei quarti di finale accedono alla final four per l'assegnazione del titolo.

## Squadre partecipanti
Un totale di 20 squadre appartenenti a 13 diverse federazioni nazionali avevano fatto richiesta di partecipazione al torneo. Di queste squadre 10 avevano il posto assicurato per la partecipazione: le 9 squadre affiliate alle prime nove federazioni nel ranking della EHF e vincitrici dei rispettivi campionati nazionali, più il Győri ETO KC perché la federazione ungherese aveva ricevuto un posto in più in qualità di prima classificata nel ranking EHF.
Il 29 giugno 2021 il comitato esecutivo della EHF ha comunicato la lista delle 16 squadre ammesse alla competizione, e quindi la lista delle 6 squadre la cui richiesta di partecipazione era stata accettata. Venne assegnato al Baník Most l'unico posto di squadra di riserva. Inoltre, al Borussia Dortmund venne richiesto un ulteriore requisito per la partecipazione, consistente in un deposito di 140 000 euro per coprire eventuali spese derivanti dalla mancata partecipazione ad alcune partite, considerando che la squadra non aveva disputato le partite di play-off contro il Metz nella passata edizione; il deposito verrebbe restituito in caso di mancato utilizzo durante la stagione. Venne respinta la richiesta di partecipazione delle tedesche del BBM Bietigheim, delle norvegesi dello Storhamar e delle rumene del Minaur Baia Mare.
| Ammesse direttamente | Ammesse direttamente | Ammesse direttamente | Ammesse direttamente |
| -------------------- | -------------------- | -------------------- | -------------------- |
| Podravka Koprivnica  | Odense               | Brest Bretagne       | Borussia Dortmund    |
| Ferencváros          | Győri ETO KC         | Budućnost Podgorica  | Vipers Kristiansand  |
| CSM Bucarest         | CSKA Mosca           |                      |                      |
| Ammesse su invito    |                      |                      |                      |
| Team Esbjerg         | Metz                 | Rostov-Don           | Krim                 |
| IK Sävehof           | Kastamonu BGSK       |                      |                      |

## Turni e sorteggi
| Turno            | Sorteggio     | Andata                                     | Ritorno                                    |
| ---------------- | ------------- | ------------------------------------------ | ------------------------------------------ |
| Fase a gironi    | 2 luglio 2021 | dall'11 settembre 2021 al 20 febbraio 2022 | dall'11 settembre 2021 al 20 febbraio 2022 |
| Play-off         | -             | 26 marzo 2022                              | 2 aprile 2022                              |
| Quarti di finale | -             | 30 aprile 2022                             | 7 maggio 2022                              |
| Final four       | -             | 4-5 giugno 2022 a Budapest                 | 4-5 giugno 2022 a Budapest                 |

## Fase a gironi
La composizione dei due gironi è stata sorteggiata il 2 luglio 2021 nella sede della EHF a Vienna, in Austria, con le 16 squadre partecipanti divise in quattro urne e col vincolo che squadre della stessa nazione non potevano essere inserite nello stesso girone.

### Girone A

#### Classifica
| Pos | Squadra             | Pt | G  | V  | N | P  | GF  | GS  | DG   |
| --- | ------------------- | -- | -- | -- | - | -- | --- | --- | ---- |
| 1.  | Team Esbjerg        | 23 | 14 | 11 | 2 | 1  | 412 | 346 | +66  |
| 2.  | Rostov-Don          | 21 | 14 | 10 | 1 | 3  | 362 | 302 | +60  |
| 3.  | Ferencváros         | 19 | 14 | 8  | 3 | 3  | 378 | 372 | +6   |
| 4.  | Brest Bretagne      | 17 | 14 | 8  | 1 | 5  | 392 | 365 | +27  |
| 5.  | CSM Bucarest        | 15 | 14 | 7  | 1 | 6  | 365 | 342 | +23  |
| 6.  | Borussia Dortmund   | 9  | 14 | 4  | 1 | 9  | 391 | 399 | -8   |
| 7.  | Budućnost Podgorica | 6  | 14 | 3  | 0 | 11 | 337 | 407 | -70  |
| 8.  | Podravka Koprivnica | 2  | 14 | 1  | 0 | 13 | 334 | 438 | -104 |

#### Risultati
|                     | BOR   | BRE   | BUD   | CSM   | FER   | POD   | ROS   | TEA   |
| ------------------- | ----- | ----- | ----- | ----- | ----- | ----- | ----- | ----- |
| Borussia Dortmund   | ––––  | 30-27 | 30-34 | 22-25 | 25-25 | 38-14 | 25-31 | 29-32 |
| Brest Bretagne      | 31-25 | ––––  | 25-21 | 24-21 | 30-25 | 35-22 | 18-29 | 26-23 |
| Budućnost Podgorica | 29-34 | 30-28 | ––––  | 20-28 | 26-30 | 27-21 | 19-25 | 25-36 |
| CSM Bucarest        | 33-29 | 29-30 | 30-22 | ––––  | 27-21 | 29-21 | 27-30 | 29-29 |
| Ferencváros         | 23-21 | 28-27 | 26-22 | 31-30 | ––––  | 33-27 | 25-25 | 31-31 |
| Podravka Koprivnica | 24-32 | 28-39 | 29-22 | 31-26 | 29-33 | ––––  | 22-23 | 26-27 |
| Rostov-Don          | 37-27 | 26-24 | 30-20 | 10-0  | 19-20 | 34-23 | ––––  | 25-27 |
| Team Esbjerg        | 34-24 | 28-28 | 35-20 | 22-21 | 33-27 | 30-17 | 25-18 | –––-  |

### Girone B

#### Classifica
| Pos | Squadra             | Pt | G  | V  | N | P  | GF  | GS  | DG   |
| --- | ------------------- | -- | -- | -- | - | -- | --- | --- | ---- |
| 1.  | Győri ETO KC        | 26 | 14 | 13 | 0 | 1  | 471 | 354 | +117 |
| 2.  | Vipers Kristiansand | 20 | 14 | 10 | 0 | 4  | 434 | 370 | +64  |
| 3.  | Metz                | 19 | 14 | 9  | 1 | 4  | 413 | 378 | +35  |
| 4.  | CSKA Mosca          | 16 | 14 | 7  | 2 | 5  | 375 | 372 | +3   |
| 5.  | Odense              | 15 | 14 | 7  | 1 | 6  | 405 | 385 | +20  |
| 6.  | Krim                | 10 | 14 | 4  | 2 | 8  | 362 | 381 | -19  |
| 7.  | IK Sävehof          | 6  | 14 | 3  | 0 | 10 | 350 | 461 | -111 |
| 8.  | Kastamonu BGSK      | 0  | 14 | 0  | 0 | 14 | 349 | 461 | -112 |

#### Risultati
|                     | CSK   | GYŐ   | IKS   | KAS   | KRI   | MET   | ODE   | VIP   |
| ------------------- | ----- | ----- | ----- | ----- | ----- | ----- | ----- | ----- |
| CSKA Mosca          | ––––  | 23-27 | 29-28 | 34-27 | 21-21 | 27-26 | 21-28 | 28-32 |
| Győri ETO KC        | 32-22 | ––––  | 41-19 | 37-20 | 40-27 | 39-30 | 27-26 | 35-29 |
| IK Sävehof          | 23-32 | 25-31 | ––––  | 28-26 | 29-28 | 28-31 | 31-37 | 23-42 |
| Kastamonu BGSK      | 29-31 | 22-38 | 26-29 | ––––  | 23-24 | 20-30 | 25-31 | 24-34 |
| Krim                | 24-21 | 26-31 | 32-18 | 36-28 | ––––  | 28-29 | 19-24 | 26-27 |
| Metz                | 24-32 | 29-33 | 35-21 | 33-25 | 27-27 | ––––  | 38-31 | 23-18 |
| Odense              | 27-27 | 26-31 | 37-23 | 37-29 | 26-24 | 21-27 | ––––  | 27-32 |
| Vipers Kristiansand | 24-27 | 30-29 | 34-25 | 39-25 | 37-20 | 25-31 | 31-27 | –––-  |

## Fase a eliminazione diretta
Facendo seguito alla sospensione delle squadre nazionali e di club russe e bielorusse, determinata dall'invasione russa dell'Ucraina, il 4 marzo 2022 l'EHF ha deciso di assegnare la vittoria a tavolino alle squadre avversarie dei due club russi impegnati nella fase a eliminazione diretta di Champions League. Pertanto, il CSM Bucarest ha ottenuto accesso diretto ai quarti di finale, mentre la vincente della sfida dei play-off tra Borussia Dortmund e Metz ottiene l'accesso diretto alla final four.

### Play-off
Le gare di andata dei play-off si sono disputate il 26 e 27 marzo 2022, mentre le gare di ritorno il 2 e 3 aprile 2022.
| Squadra 1         | Totale  | Squadra 2      | Andata  | Ritorno |
| ----------------- | ------- | -------------- | ------- | ------- |
| Borussia Dortmund | 41 - 62 | Metz           | 22 - 30 | 19 - 32 |
| Odense            | 51 - 53 | Brest Bretagne | 25 - 24 | 26 - 29 |
| CSM Bucarest      | 20 - 0  | CSKA Mosca     | 10 - 0  | 10 - 0  |
| Krim              | 55 - 52 | Ferencváros    | 33 - 26 | 22 - 26 |

### Quarti di finale
Le gare di andata dei quarti di finale si sono disputate il 30 aprile e il 1º maggio 2022, mentre le gare di ritorno il 7 e 8 maggio 2022.
| Squadra 1      | Totale  | Squadra 2           | Andata  | Ritorno |
| -------------- | ------- | ------------------- | ------- | ------- |
| Metz           | 20 - 0  | Rostov-Don          | 10 - 0  | 10 - 0  |
| Brest Bretagne | 44 - 56 | Győri ETO KC        | 21 - 21 | 23 - 35 |
| CSM Bucarest   | 52 - 53 | Team Esbjerg        | 25 - 26 | 27 - 27 |
| Krim           | 49 - 65 | Vipers Kristiansand | 25 - 32 | 24 - 33 |

### Final four
Gli accoppiamenti delle semifinali nella final four, in programma il 4 e 5 giugno 2022 a Budapest, sono stati sorteggiati il 10 maggio 2022.

#### Tabellone
|  | Semifinali          | Semifinali          | Semifinali          |                     |              | Finale          | Finale          | Finale          |  |
|  |                     |                     |                     |                     |              |                 |                 |                 |  |
|  | Győri ETO KC        | Győri ETO KC        | 32                  |                     |              |                 |                 |                 |  |
|  | Győri ETO KC        | Győri ETO KC        | 32                  |                     |              |                 |                 |                 |  |
|  | Team Esbjerg        | Team Esbjerg        | 27                  |                     |              |                 |                 |                 |  |
|  | Team Esbjerg        | Team Esbjerg        | 27                  |                     | Győri ETO KC | Győri ETO KC    | 31              |                 |  |
|  |                     |                     |                     |                     | Győri ETO KC | Győri ETO KC    | 31              |                 |  |
|  |                     |                     | Vipers Kristiansand | Vipers Kristiansand | 3            |                 |                 |                 |  |
|  | Metz                | Metz                | Vipers Kristiansand | Vipers Kristiansand | 3            | 27              |                 |                 |  |
|  | Metz                | Metz                |                     |                     |              | 27              |                 |                 |  |
|  | Vipers Kristiansand | Vipers Kristiansand | 33                  |                     |              | Finale 3º posto | Finale 3º posto | Finale 3º posto |  |
|  | Vipers Kristiansand | Vipers Kristiansand | 33                  |                     |              |                 |                 |                 |  |
|  |                     |                     |                     |                     |              |                 |                 |                 |  |
|  |                     |                     |                     |                     |              | Team Esbjerg    | Team Esbjerg    | 26              |  |
|  |                     |                     |                     |                     |              | Team Esbjerg    | Team Esbjerg    | 26              |  |
|  |                     |                     |                     |                     |              | Metz            | Metz            | 32              |  |

#### Semifinali
| Arbitro: | Vranes, Wenninger |

|           |           |           |
| Oftedal 5 | Marcatori | Reistad 8 |

| Arbitro: | Vujačić, Kažanegra |

|            |           |              |
| de Paula 5 | Marcatori | Jeřábková 12 |

#### Finale 3º posto
| Arbitro: | Praštalo, Balvan |

|            |           |         |
| Reistad 10 | Marcatori | Zaadi 7 |

#### Finale
| Arbitro: | Merz, Kuttler |

|          |           |             |
| Hansen 6 | Marcatori | Jeřábková 7 |

## Statistiche

### Classifica marcatrici
Fonte: sito EHF.
| Pos. | Nome                  | Squadra             | Reti |
| ---- | --------------------- | ------------------- | ---- |
| 1    | Cristina Neagu        | CSM Bucarest        | 110  |
| 2    | Nora Mørk             | Vipers Kristiansand | 107  |
| 3    | Ana Gros              | CSKA Mosca/ Krim    | 104  |
| 3    | Henny Reistad         | Team Esbjerg        | 104  |
| 5    | Grâce Zaadi           | Rostov-Don/ Metz    | 91   |
| 6    | Helene Gigstad Fauske | Brest Bretagne      | 87   |
| 6    | Jamina Roberts        | IK Sävehof          | 87   |
| 8    | Jovanka Radičević     | Kastamonu BGSK      | 86   |
| 9    | Alina Grijseels       | Borussia Dortmund   | 84   |
| 10   | Kristine Breistøl     | Team Esbjerg        | 81   |

## Premi individuali
Migliori giocatrici del torneo.
| Ruolo                                | Giocatrice            | Squadra             |
| ------------------------------------ | --------------------- | ------------------- |
| Migliore difensore                   | Kari Brattset Dale    | Győri ETO KC        |
| Migliore giovane giocatrice          | Pauletta Foppa        | Brest Bretagne      |
| Migliore allenatore                  | Ambros Martín         | Győri ETO KC        |
| Portiere                             | Laura Glauser         | Győri ETO KC        |
| Ala sinistra                         | Sanna Solberg-Isaksen | Team Esbjerg        |
| Terzino sinistro                     | Cristina Neagu        | CSM Bucarest        |
| Centrale                             | Stine Bredal Oftedal  | Győri ETO KC        |
| Terzino destro                       | Nora Mørk             | Vipers Kristiansand |
| Ala destra                           | Angela Malestein      | Ferencváros         |
| Pivot                                | Linn Blohm            | Győri ETO KC        |
| Migliore giocatrice della final four | Markéta Jeřábková     | Vipers Kristiansand |